# Hansjürgen Piel
Hansjürgen Piel (* 1. Dezember 1962 in Hamburg) ist ein deutscher Fernsehjournalist.

## Leben
Piel studierte an der Universität Hamburg Geschichtswissenschaft, Politologie und Informatik. Parallel dazu arbeitete er als Autor für Stadtmagazine und Tageszeitungen. Nach mehrmonatigen Hospitanzen beim Südwestfunk in Baden-Baden und dem hr in Frankfurt/Main war er ab 1987 freier Mitarbeiter beim NDR-Hörfunk, verschiedenen anderen ARD-Sendern und der Nachrichtenagentur Associated Press in Hamburg. 1988 schloss er sein Studium mit der Arbeit Die Auseinandersetzung über das zweite deutsche Fernseh-Programm 1957–1961 ab.
1997 übernahm er in Mainz die Moderation des „ZDF Länder Report“, einem täglichen Nachrichtenmagazin und Vorläufer der heutigen Sendung „drehscheibe“. Im wöchentlichen Wechsel mit Günther Neufeldt moderierte er zu dieser Zeit ebenfalls die Spätnachrichten „heute nacht“.
Seit Mai 1998 ist Piel Redakteur, Autor und Reporter im Landesstudio Berlin des ZDF mit den Berichtsschwerpunkten Wirtschaft, Technik und Verkehr, sowie 2005 stellvertretender Vorsitzender. Im Jahr 2006 wirkte er an der ZDF-Dokumentation Berlins neues Drehkreuz von der Großbaustelle zum Hauptbahnhof mit.

## Werke (Auswahl)
- Hansjürgen Piel: Die Auseinandersetzung über das zweite deutsche Fernseh-Programm 1957–1961. Univ., FB Geschichtswiss., Hamburg 1988, OCLC 256811120 (Diplomarbeit).
- Sherin Al-Khannak, Hansjürgen Piel: Countdown für den Bahnpalast. Berlins Drehkreuz. 22. Mai 2006, OCLC 839383903.